# Олула де Кастро
Олула де Кастро (на испански: Olula de Castro) е населено място и община в Испания. Намира се в провинция Алмерия, в състава на автономната област Андалусия. Общината влиза в състава на района (комарка) Лос Филабрес Табернас. Заема площ от 34 km². Населението му е 209 души (по данни от 2010 г.). Разстоянието до административния център на провинцията е 54 km.

## Демография
| 1996 | 1998 | 1999 | 2000 | 2001 | 2002 | 2003 | 2004 | 2005 | 2006 |
| ---- | ---- | ---- | ---- | ---- | ---- | ---- | ---- | ---- | ---- |
| 197  | 178  | 189  | 192  | 189  | 180  | 165  | 155  | 150  | 191  |